# سیارک ۹۴۲

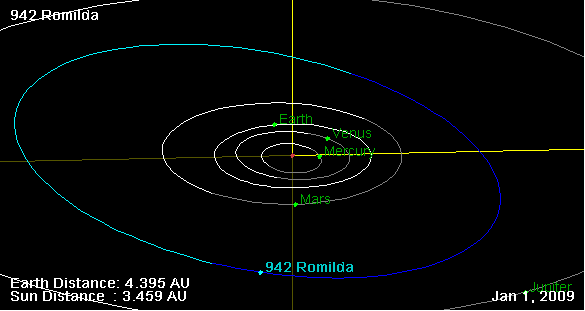
نمایی از محل قرارگیری سیارک ۹۴۲ در مدار – ۲۰۰۹

سیارک ۹۴۲ (به انگلیسی: 942 Romilda، نامگذاری:1920HW) نهصد و چهل و دومین سیارک کشف شده‌است که در ۱۱ اکتبر ۱۹۲۰ و در هایدلبرگ کشف شد.
قدر مطلق سیارک برابر ۱۰٫۳۰ است.